# Typ 94 40-cm-Schiffsgeschütz
Das Typ 94 40-cm-Schiffsgeschütz war eine Kanone der Kaiserlich-Japanischen Marine. Das eigentliche Kaliber betrug 46 cm (18,11 inch), aus Gründen der Geheimhaltung wurde es offiziell als 40-cm-Geschütz geführt. Es war das schwerste Geschütz, das je auf einem Kriegsschiff verwendet wurde.

## Entwicklung
Der Entwurf des Geschützes stammte aus dem Jahr 1939 und wurde aus Gründen der Geheimhaltung als 40-cm-Geschütz Typ 94 bezeichnet. Die Dreifach-Geschütztürme stellten einen völligen Bruch mit den älteren schweren Geschützlafetten dar, die in vielerlei Hinsicht der britischen Praxis gefolgt waren.
Die zu entwickelnde Waffe für diese neue Schiffsklasse sollte eine knapp 1,5 Tonnen schwere Granate bis zu 42 Kilometer weit schießen können. Um dieses Problem zu lösen, griffen die Konstrukteure auf bereits bewährte Techniken zurück. Das Verschlusssystem der zukünftigen Waffe hatten sie bereits 1934 entwickelt, so dass das spätere Geschütz nach dieser Jahreszahl als Typ 94 bezeichnet wurde.

## Konstruktion
Die Kanone bestand aus einem Seelenrohr, auf das über die Länge der hinteren Hälfte ein zweites Rohr aufgeschrumpft war. Diese Rohre wurden anschließend unter hoher Spannung mit mehreren Lagen Stahldraht umwickelt und das Ganze durch ein weiteres aufgeschrumpftes Rohr abgeschlossen; abschließend wurde die Konstruktion mit einem Mantelrohr eingefasst. Danach wurden die 72 4,6 mm tiefen Züge in das Seelenrohr gefräst.
Die 21,13 m langen und 165 Tonnen schweren Geschütze waren in Drillingstürmen mit einem Gewicht von 2.774 Tonnen untergebracht. Die Kanonen hatten einen Seitenrichtbereich von 300 Grad und eine Elevation von 45°. Es gab zwei unabhängige Getriebe zur seitlichen Ausrichtung, von denen jeweils nur eines verwendet wurde. Jedes wurde von einem 500 PS starken vertikalen Taumelscheibenmotor angetrieben, der über eine Kegelkupplung und ein Untersetzungsgetriebe eine Reihe von geradverzahnten Ritzeln drehte.
Das Verschlusssystem und der hintere Teil des Rohres mussten bei maximaler Schussweite den Druck überstehen, der bei der Explosion von sechs Treibladungsbeuteln mit rund 330 kg Kordit entstand und bis zu 3,2 Tonnen pro cm² (3.140 bar) erreichte. Die Mündungsgeschwindigkeit erreichte dabei 780 Meter pro Sekunde für ein panzerbrechendes Geschoss.

Hydraulische Rohrbremsen waren unter und neben den Rohren montiert. Die Waffe war zunächst nur dazu entwickelt worden, die für ein Schlachtschiff üblichen Typen von Munition zu verschießen: panzerbrechende Granaten und Sprenggranaten. Im Verlauf des Pazifikkrieges kam noch die 1,3 Tonnen schwere Typ-3-Brand-Streu-Granate hinzu, die zu einem voreingestellten Zeitpunkt etwa 900 kleine Stabbrandbomben freisetzte, die zur Abwehr feindlicher Flugzeugverbände gedacht waren.

Schnittzeichnung einer Typ-91-Granate mit Bezeichnungen der Bauteile

Eine panzerbrechende Granate, abgefeuert aus einem dieser Geschütze, konnte in 30 km Entfernung bei einer Aufschlaggeschwindigkeit von 475 Metern pro Sekunde eine bis zu 230 mm dicke horizontale Panzerplatte durchschlagen. Beim Aufschlag auf vertikale Panzerplatten lag dieser Wert bei bis zu 416 mm. Die panzerbrechenden Typ-91-Granaten hatten eine hydrodynamisch günstige Form. Bei knapp zu kurz liegenden Salven sollten sie auf diese Weise ihren Weg besser unter Wasser fortsetzen und das gegnerische Schiff unter der Wasserlinie und dem vertikalen Gürtelpanzer treffen können. Die Entwicklung hydrodynamisch geformter Granaten war ein Ergebnis der Tests mit dem unfertigen Schlachtschiff Tosa im Jahr 1924.
Die Geschütze hatten im Verhältnis zu ihrer großen Reichweite eine vergleichsweise kurze Rohrlänge, so dass die Streuung der Einschläge bei maximaler Schussweite recht hoch war. Um dennoch die Wahrscheinlichkeit für einen Treffer zu erhöhen, hatten die Schiffe der Yamato-Klasse je neun dieser Geschütze, verteilt auf drei Drillingstürme, an Bord. Beim Abfeuern von Vierer- und Fünfersalven konnten jeweils die beiden äußeren Rohre eines Drillingsturmes gleichzeitig abgefeuert werden, während die Ladung im mittleren mit einer Verzögerung von 0,08 Sekunden zündete. Der Streukreis dieser Salven lag bei bis zu 550 Metern. Beim Abfeuern aller neun Geschütze in einer einzigen Salve war die Streuung größer. Die Geschütze mussten zum Nachladen auf 3° abgesenkt werden, so dass bei maximaler Schussweite eine Kadenz von 1,5 Schuss pro Minute nicht überschritten werden konnte. Bei geringeren Schussweiten verkürzte sich die Zeit zum Nachladen folglich, so dass bei einer Rohrerhöhung von 3° alle 30 Sekunden ein Schuss abgefeuert werden konnte.

## Einsatz

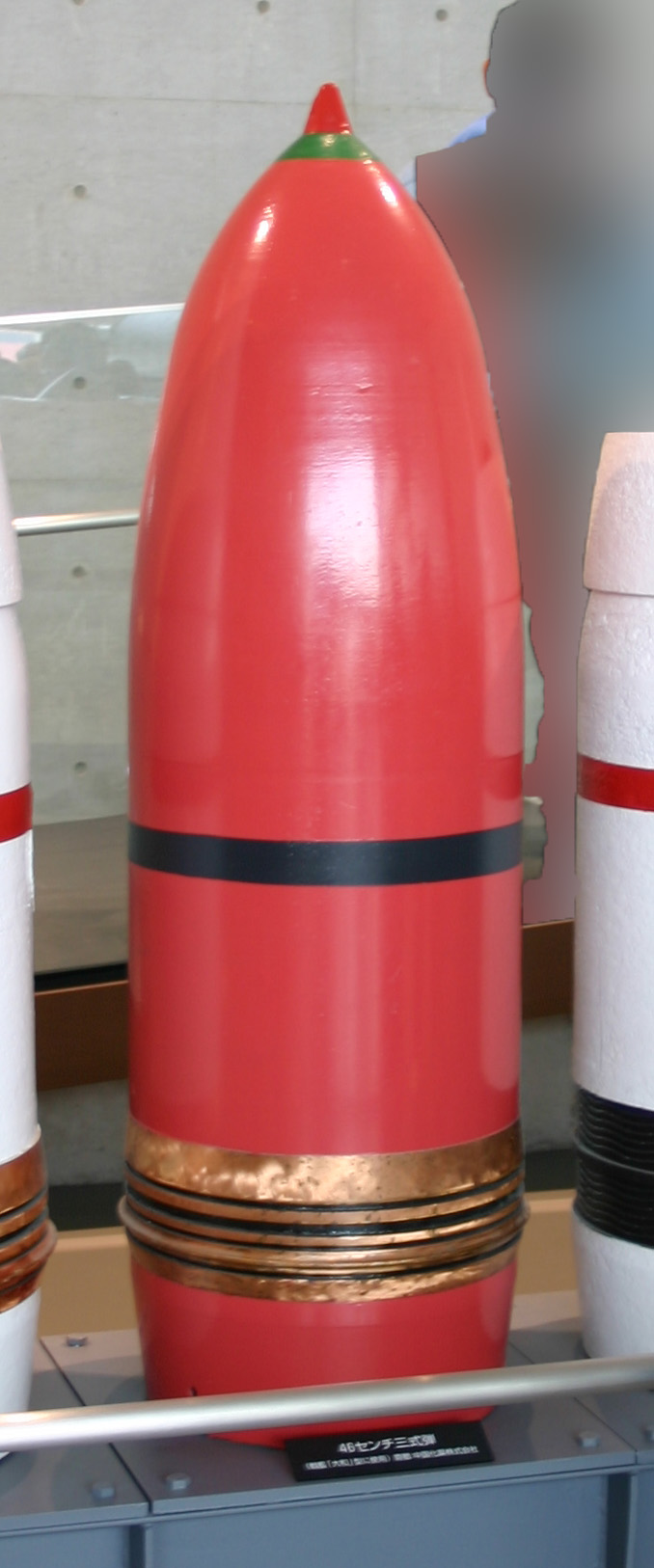
46-cm-Type-3-Granate mit Brandsatz „Bienenkorb“

Die Geschütze wurden auf den Schlachtschiffen Yamato und Musashi eingebaut. Sie wurden bis zur Versenkung der beiden Schiffe nie gegen andere Schlachtschiffe eingesetzt, sondern verschossen Flugabwehrgranaten oder bekämpften – im Fall der Yamato – leicht gepanzerte Ziele.
Die nachfolgend aufgelisteten Typen von Granaten konnten verschossen werden, wobei der ab 1944 eingesetzten Modell-3-Brand-Streu-Granate mit dem Decknamen „Bienenkorb“ nachgesagt wurde, sie würde die Rohre der Geschütze durch ihre minderwertigen Führungsbänder besonders stark abnutzen.
| 46-cm-Granaten              |                         |                         |                       |
| Bezeichnung                 | Typ 91                  | Typ 0                   | Modell 3 „Bienenkorb“ |
| Art                         | Panzerbrechend          | Sprenggranate           | Brand-Streu-Granate   |
| Zündertyp                   | Verzögerung 0,4 Sek.    | Aufschlag / Verzögerung | Zeit                  |
| Gesamtgewicht               | 1,458 Tonnen            | 1,360 Tonnen            | 1,360 Tonnen          |
| Ladung                      | 24 kg Trinitroanisol    | 61 kg Trinitroanisol    | Stabbrandbomben       |
| Ziele                       | gepanzerte Schiffsziele | Schiffs- und Landziele  | Flugzeugformationen   |
| effektiver Wirkradius       | –                       | 68 Meter                | 242 Meter             |
| Mündungsgeschwindigkeit V/0 | 780 m/s                 | 804,6 m/s               | 804,6 m/s             |

Von 27 produzierten Geschützen gingen 18 mit den beiden Schlachtschiffen unter, die übrigen wurden nach dem Kriegsende verschrottet. Eine Typ-91- und eine 46-cm-Typ-0-Granate sind heute im Yasukuni-Schrein zu sehen.